# Grand Prix Cycliste de Québec
A Grand Prix Cycliste de Québec egy országúti kerékpárverseny Kanadában. A versenyt minden év szeptemberében rendezik meg, és része az UCI World Tournak.

## Útvonal
A kerékpárosok Québec városában egy 12,6 kilométeres körpályán tesznek meg 16 kört, így jön ki a 201,6 km. A pálya utolsó 2 kilométere emelkedik, így a befutónál nem feltétlenül a klasszikus sprinterek akarata érvényesül.

## Dobogósok
| Év   | Győztes          | Második              | Harmadik                   |         |
| ---- | ---------------- | -------------------- | -------------------------- | ------- |
| 2010 | Thomas Voeckler  | Edvald Boasson Hagen | Robert Gesink              |         |
| 2011 | Philippe Gilbert | Robert Gesink        | Rigoberto Urán             |         |
| 2012 | Simon Gerrans    | Greg Van Avermaet    | Rui Alberto Faria Da Costa |         |
| 2013 | Robert Gesink    | Arthur Vichot        | Greg Van Avermaet          |         |
| 2014 | Simon Gerrans    | Tom Dumoulin         | Ramūnas Navardauskas       |         |
| 2015 | Rigoberto Urán   | Michael Matthews     | Alexander Kristoff         |         |
| 2016 | Peter Sagan      | Greg Van Avermaet    | Anthony Roux               |         |
| 2017 | Peter Sagan      | Greg Van Avermaet    | Michael Matthews           |         |
| 2018 | Michael Matthews | Greg Van Avermaet    | Jasper Stuyven             |         |
| 2019 | Michael Matthews | Peter Sagan          | Greg Van Avermaet          |         |
| 2020 | törölve          | törölve              | törölve                    | törölve |
| 2021 | törölve          | törölve              | törölve                    | törölve |
| 2022 | Benoît Cosnefroy | Michael Matthews     | Biniyam Ghirmay            |         |
| 2023 | Arnaud de Lie    | Corbin Strong        | Michael Matthews           |         |
| 2024 | Michael Matthews | Biniyam Ghirmay      | Rudy Molard                |         |

## Külső hivatkozások
- Hivatalos honlap